# Virserums möbelindustrimuseum
Virserums möbelindustrimuseum är ett privat industrimuseum i Virserum.
Museet öppnade 1989 i Oskar Edvard Ekelunds Snickerifabriks sågverk på kulturcentret Dackestop, numera Bolagsområdet, i Virserum. Bakom museet stod Föreningen Träarbetarnas museum, som hade grundats 1983.
Under slutet av 1800-talet och under större delen av 1900-talet hade möbelindustrin varit den huvudsakliga inkomstkällan i Virserum. Hantverksmässig tillverkning av högkvalitativa ekmöbler i små serier var bygdens styrka.  På 1940-talet fanns ungefär 40 möbelindustrier i Virserum, varav Oskar Edvard Ekelunds Snickerifabriks AB, i folkmun kallad "Bolaget", var den största arbetsplatsen med som mest 240 anställda. Den sista möbelfabriken i Virserum lades ner 2008, och möbelmuseets uppgift är att spegla den gångna storhetstiden.
Möbelindustrimuseet återspeglar en möbelfabrik från 1920-talet. Den äldsta maskinen är från 1895. Flera maskiner är tillverkade av Hjortöströms Gjuteri och Mekaniska Verkstad.